# Super Monaco GP
Super Monaco GP est un jeu vidéo de course automobile développé et édité par Sega, sorti en 1989 sur borne d'arcade. Il a été adapté sur de nombreux supports familiaux.
Il a été réédité dans la compilation Sega Sports 1 en 1995 sur Mega Drive.

## Mode Championnat du Monde
Il y a 16 voitures et écuries dans le jeu. Le but du mode carrière est de battre les autres concurrents pour accéder à des écuries plus prestigieuses.

### Manches
Voici dans l'ordre les 16 manches du championnat :
| - Saint-Marin - Autodromo Enzo e Dino Ferrari - Brésil - Autódromo Internacional Nelson Piquet - France - Circuit Paul-Ricard - Hongrie - Hungaroring - Allemagne de l'Ouest - Circuit d'Hockenheim - États-Unis - Circuit urbain de Phoenix - Canada - Circuit Gilles Villeneuve - Royaume-Uni - Circuit de Silverstone | - Italie - Autodromo Nazionale di Monza - Portugal - Autódromo do Estoril - Espagne - Circuito Permanente de Jerez - Mexique - Circuit Hermanos Rodríguez - Japon - Circuit de Suzuka - Belgique - Circuit de Spa-Francorchamps - Australie - Circuit urbain d'Adélaïde - Monaco - Circuit de Monaco |

## Écuries
Toutes les écuries présentes dans le jeu sont les écuries de la saison 1989 sauf Larrousse, Osella, AGS et Eurobrun.
Les pilotes réels correspondants sont listés dans le tableau qui suit:
| Pilote     | Pays     | Basé sur         | Constructeur | Basé sur | Pays        |
| ---------- | -------- | ---------------- | ------------ | -------- | ----------- |
| A. Asselin | France   | Alain Prost      | Madonna      | McLaren  | Royaume-Uni |
| F. Elssler | Autriche | Gerhard Berger   | Firenze      | Ferrari  | Italie      |
| G. Alberti | Italie   | Riccardo Patrese | Millions     | Williams | Royaume-Uni |
| A. Picos   | Brésil   | Nelson Piquet    | Bestowal     | Benetton | Italie      |

| Pilote     | Pays        | Basé sur        | Constructeur | Basé sur | Pays        |
| ---------- | ----------- | --------------- | ------------ | -------- | ----------- |
| J. Herbin  | France      | Jean Alesi      | Blanche      | Brabham  | Royaume-Uni |
| M. Hamano  | Japon       | Satoru Nakajima | Tyrant       | Tyrrell  | Royaume-Uni |
| E. Pacheco | Espagne     | Luis Pérez-Sala | Losel        | Lotus    | Royaume-Uni |
| G. Turner  | Royaume-Uni | Johnny Herbert  | May          | March    | Royaume-Uni |

| Pilote     | Pays           | Basé sur          | Constructeur | Basé sur | Pays        |
| ---------- | -------------- | ----------------- | ------------ | -------- | ----------- |
| B. Miller  | États-Unis     | Eddie Cheever     | Bullets      | Arrows   | Royaume-Uni |
| E. Bellini | Italie         | Andrea De Cesaris | Dardan       | Dallara  | Italie      |
| M. Moreau  | France         | René Arnoux       | Linden       | Ligier   | France      |
| Joueur     | Pays du joueur | N/A               | Minarae      | Minardi  | Italie      |

| Pilote     | Pays        | Basé sur         | Constructeur | Basé sur | Pays        |
| ---------- | ----------- | ---------------- | ------------ | -------- | ----------- |
| R. Cotman  | Royaume-Uni | Nigel Mansell    | Rigel        | Rial     | Allemagne   |
| E. Tornio  | Finlande    | JJ Lehto         | Comet        | Coloni   | Italie      |
| C. Tegner  | Suède       | Stefan Johansson | Orchis       | Onyx     | Royaume-Uni |
| P. Klinger | Allemagne   | Bernd Schneider  | Zeroforce    | Zakspeed | Allemagne   |

| Pilote   | Pays   | Basé sur     | Constructeur | Basé sur | Pays        |
| -------- | ------ | ------------ | ------------ | -------- | ----------- |
| G. Ceara | Brésil | Ayrton Senna | Bullets      | Arrows   | Royaume-Uni |

## La série
- 1980 - Monaco GP
- 1989 - Super Monaco GP
- 1992 - Super Monaco GP II